# Costachorema hecton
Costachorema hecton là một loài Trichoptera trong họ Hydrobiosidae. Chúng phân bố ở miền Australasia.